# Диван (литература)
Вижте пояснителната страница за други значения на Диван.
Диванът (от персийското dīvān, на английски – Deewan или Divan) в класическата литература на Близкия и Средния Изток е сборник от поеми на един поет. В мюсюлманските страни днес означава правителствено учреждение.